# Gerald Upjohn, Baron Upjohn
Gerald Ritchie Upjohn, Baron Upjohn CBE PC KC (* 25. Februar 1903; † 27. Januar 1971) war ein britischer Brigadegeneral und Jurist, der zuletzt als Lord of Appeal in Ordinary aufgrund des Appellate Jurisdiction Act 1876 als Life Peer auch Mitglied des House of Lords war.

## Leben

### Rechtsanwalt und Brigadegeneral
Upjohn, dessen Vater William Henry Upjohn ebenfalls Rechtsanwalt sowie Kronanwalt (Queen’s Counsel) war, absolvierte nach dem Schulbesuch ein Studium der Rechtswissenschaften und erhielt 1929 seine anwaltliche Zulassung bei der Rechtsanwaltskammer (Inns of Court) von Lincoln’s Inn. Im Anschluss nahm er eine Tätigkeit als Barrister auf und wurde für seine anwaltlichen Verdienste 1943 selbst zum Kronanwalt (King’s Counsel) ernannt.
Während des Zweiten Weltkrieges trat er 1940 seinen Militärdienst bei den Welsh Guards an und war zunächst im Rang eines Hauptmanns Technischer Adjutant. 1943 wurde Upjohn zunächst zum Oberst sowie 1944 zum Brigadegeneral befördert und wurde als solcher 1944 Vize-Vorsitzender der Alliierten Kontrollkommission. Für seine Verdienste im Zweiten Weltkrieg wurde er 1945 Commander des Order of the British Empire.

### Oberhausmitglied und Lordrichter
1947 folgte Upjohn David Jenkins als Generalstaatsanwalt (Attorney General) des Herzogtums Lancaster und behielt dieses Amt bis 1951. Während dieser Zeit erfolgte 1948 seine Ernennung zum sogenannten „Bencher“ der Anwaltskammer von Lincoln’s Inn. 
1951 wurde er Richter in der Kammer für Wirtschaftssachen (Chancery Division) an dem für England und Wales zuständigen  High Court of Justice und bekleidete dieses Richteramt bis 1960. Zugleich wurde er 1951 zum Knight Bachelor geschlagen und führte seither den Namenszusatz „Sir“. Daneben übte er zwischen 1954 und 1964 das Amt des Vorsitzenden der Medizinischen Fakultät der Universität London (St George’s, University of London) aus.
Nach Beendigung der Richtertätigkeit am High Court of Justice erfolgte 1960 seine Berufung zum Richter (Lord Justice of Appeal) am Court of Appeal, dem für England und Wales zuständigen Appellationsgericht, an dem er bis 1963 tätig war. Daneben wurde er 1960 auch zum Privy Councillor ernannt.
Zuletzt wurde Upjohn durch ein Letters Patent vom 26. November 1963 aufgrund des Appellate Jurisdiction Act 1876 als Life Peer mit dem Titel Baron Upjohn, of Little Tey in the County of Essex, zum Mitglied des House of Lords in den Adelsstand berufen und wirkte bis zu seinem Tod 1971 als Lordrichter (Lord of Appeal in Ordinary). Während dieser Zeit fungierte Baron Upjohn 1965 als Schatzmeister (Treasurer) der Anwaltskammer von Lincoln’s Inn.

## Bedeutende Urteile als Lordrichter
Als Lordrichter wirkte Baron Upjohn an mehreren bedeutenden Urteilen mit wie zum Beispiel:
- Suisse Atlantique Societe d'Armament SA v NV Rotterdamsche Kolen Centrale (1967): In diesem Verfahren aus dem Contract Law kam es zu einer Grundsatzentscheidung zum Begriff eines grundlegenden Vertragsbruchs.
- Boardman v Phipps (1967): In diesem Verfahren aus dem Trust Law befassten sich die Lordrichter mit Fragen zur Loyalitätspflicht und der Pflicht zur Vermeidung von Interessenskonflikten.
- Vandervell v Inland Revenue Commissioners (1967): In diesem Verfahren aus dem Trust Law entschieden die Law Lords, dass die bloße Absicht eine aus einem Vertrag resultierende Pflicht – wie die Zahlung von Steuern – zu vermeiden, nicht zu einem Vertrauensverlust führt.
- C Czarnikow Ltd v Koufos (1967): In diesem Verfahren aus dem Contract Law befassten sich die Lordrichter mit Fragen zur Bewertung von unzugänglichen Schäden und entschieden, dass die Haftungsgrenze bei Vertragsschäden großzügiger zu bemessen ist als bei Schäden aufgrund unerlaubter Handlungen nach dem Tort Law.
- Beswick v Beswick (1968): In diesem Verfahren aus dem Contract Law ging es um grundlegende Fragen zu vertraglichen Rechtsbeziehungen und spezifische Leistungen.
- Re Gulbenkian’s Settlements (1970): In diesem Verfahren aus dem Trust Law ging es um die Bestimmtheit von Trusts.